# Rudolf Del Zopp
Rudolf del Zopp (3 de marzo de 1861 - 31 de enero de 1927) fue un tenor y actor, director y guionista cinematográfico austriaco, activo en la época del cine mudo.

## Biografía
Nacido en Viena, Austria, era hijo de un deshollinador, y debutó en 1877 en los escenarios actuando en el Sulkowsky-Theater de Viena. Sus primeros compromisos artísticos le llevaron a actuar en Teplice, Karlovy Vary, Breslavia y Berna. Su debut como cantante tuvo lugar en 1886, actuando desde ese año hasta 1888 en el Landestheater de Linz, desde 1888 a 1889 en el Deutsches Theater de Berlín, desde 1888 a 1892 en el Theater an der Wien, y desde 1892 a 1893 en el Stadttheater de Klagenfurt.
Entre 1893 y 1894 actuó en el Theater am Gärtnerplatz de Munich, desde 1894 a 1895 en el Tiroler Landestheater de Innsbruck, de 1895 a 1896 en el Salzburger Landestheater, de 1896 a 1897 en el Teatro nacional Eslovaco, y desde 1897 a 1899 en el Teatro de Sibiu. Entre sus actividades, Del Zopp fue durante un tiempo artista de opereta.
Más tarde viajó a Viena, Praga, Karlovy Vary, Linz y Berlín. El 10 de enero de 1891 cantó en el Theater an der Wien en el estreno de la opereta de Carl Zeller El pajarero, interpretando a Stanislaus, y el 29 de julio de 1899 participó en el estreno de otra opereta, Die Landstreicher, de Karl Michael Ziehrer, representada en Viena.
Del Zopp se dedicó después a trabajar en la nueva industria cinematográfica, en la cual trabajó como actor, director y guionista. A partir de los primeros años 1920 dejó de recibir trabajos de dirección, por lo que se centró en la faceta de actor. 
Rudolf del Zopp Berlín, Alemania, en 1927. Había estado casado con la soprano Josefine Wiener y con la cantante, actriz y guionista Luise del Zopp.

## Filmografía
| - 1908: Buchholzens Abenteuer im Hochgebirge (actor) - 1910: Pro Patria (actor) - 1911: Im Glück vergessen (actor) - 1912: Adressatin verstorben (actor) - 1912: Mama (guionista) - 1912: Die Nachbarskinder (guionista) - 1912: Maskierte Liebe (actor) - 1912: Um fremde Schuld – Eine Episode aus dem Leben (actor) - 1912: Fräulein Chef (actor) - 1912: Ein Blick in den Abgrund (actor) - 1913: Des Alters erste Spuren (actor) - 1913: Hurra! Einquartierung! (actor) - 1913: Wer ist der Täter? (actor) - 1913: Die Jagd nach der Hundertpfundnote oder Die Reise um die Welt (guionista) - 1913: Leo, der schwarze Münchhausen (guionista) - 1913: Motiv unbekannt - Das Drama einer Ehe (actor, guionista) - 1913: Das Teufelsloch (director) - 1913: Radium (director) - 1914: Deutsche Helden (actor) - 1914: Frida (actor, guionista) - 1914: Eine Nacht in Berlin oder Die Löwen sind los (director, guionista) - 1915: Brot! (director, guionista) - 1915: Evas Seelengröße (actor, director, guionista) - 1915: Hut Nr. E.W. 2106 V (director, guionista) - 1915: Das Rätsel von Sensenheim (director) - 1915: Überlistet (actor, director, guionista) - 1915: Das Abenteuer des Van Dola (director, guionista) - 1915: Die Beichte einer Verurteilten (director, guionista) - 1915: Und sie fanden sich wieder (director) | - 1916: Die alte Schere (director) - 1916: …es hat nicht sollen sein (director, guionista) - 1916: Die Himbeerspeise (director, guionista) - 1916: Der höchste Wurf (actor, director, guionista) - 1916: Das Spiel ist aus (director) - 1916: Die Nixenkönigin (guionista) - 1917: Die Bronzeschale (director) - 1917: Eine Perle auf dunklem Grunde (director) - 1918: Der Dornenweg (actor, director) - 1919: Dämon der Welt. 1. Das Schicksal des Edgar Morton - 1919: Die Ehrenreichs (director, guionista) - 1919: Nur ein Zahnstocher (director, guionista) - 1919: Das Tor der Freiheit (actor) - 1919: Das wandernde Auge (director) - 1919: Dämon der Welt. 1. Das Schicksal des Edgar Morton (guionista) - 1920: Dämon der Welt. 2. Wirbel des Verderbens (guionista) - 1920: Dämon der Welt. 3. Das goldene Gift (director, guionista) - 1921: Dämonische Treue (director, guionista) - 1921: Filmbanditen (director, guionista) - 1922: Die vom Zirkus (actor) - 1922: Lola Montez, die Tänzerin des Königs (actor) - 1922: Der Mann aus Stahl (actor) - 1922: Der Todesreigen (actor) - 1923: Die Buddenbrooks (actor) - 1923: Das Haus ohne Lachen (actor) - 1924: Das Haus am Meer (actor) - 1925: Schiff in Not (actor) - 1925: Die Verrufenen (actor) - 1926: Die elf schillschen Offiziere (actor) - 1926: Deutsche Herzen am deutschen Rhein (actor) |